# Orlando Orlandi

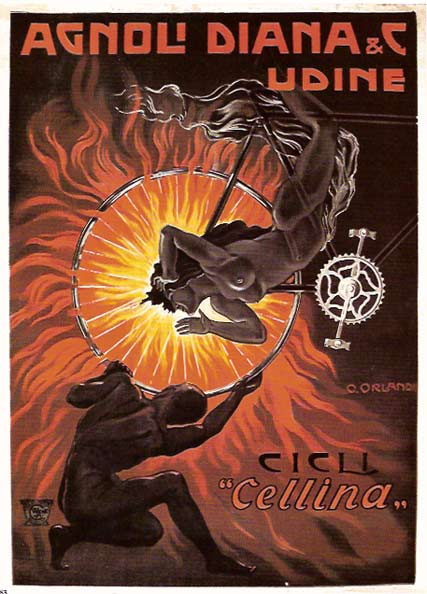
Cartellone per "Cicli Cellina"

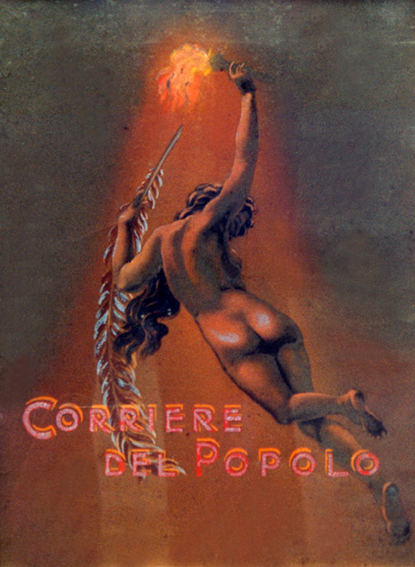
Cartellone per "Corriere del Popolo" La Verità

Orlando Orlandi (Grassano, 1875 – Milano, 1935) è stato un pubblicitario italiano.

## Biografia
La sua famiglia antica e facoltosa non lo trattenne a lungo: dopo gli studi classici a Roma studiò arte a Firenze, ove conobbe la sua compagna Erminda Lensi che sposò a Milano nel 1906 e da cui ebbe cinque figli, tre maschi Athos, Arnoldo e Orlando e due femmine Nereide ed Esperia.
È riduttivo considerarlo un semplice pittore, fu un eccellente grafico, un ritoccatore conosciuto soprattutto all'estero, un progettista congegnatore ed un prospettista infallibile.
Durante gli anni di gioventù lavorò attivamente a Firenze, frequentò l'Università di Pavia studiando Ingegneria Navale, dopo gli studi lavorò come progettista presso alcuni Cantieri Navali a La Spezia e ai Cantieri Navali "Fratelli Orlando" a Livorno fondati nel 1866 prima di dedicarsi a tempo pieno alla grafica pubblicitaria.
Lavorò a Parigi come illustratore, conobbe e frequentò Marcello Dudovich, fece manifesti in collaborazione con conosciuti cartellonisti dell'epoca tra i quali Cappelli (Manifesto Borsalino) ed altri.
Realizzò per la Croce Rossa il simbolo che servì come immagine per la stampa di francobolli commemorativi e tra le sue opere più significative si ricordano i manifesti per il Lloyd Sabaudo, per le manifatture Borsalino, per Pirelli, per Cicli Cellina, per RCA Italiana, per CGE, per Assicurazioni Levant, per Corriere del Popolo, per Ente Italiano Audizioni EIAR, per macchine da scrivere ROYAL ed altro.
Nel 1925 eseguì anche manifesti per il Governo Italiano dell'epoca riguardanti la campagna di sensibilizzazione agricola denominata "La Vittoria - Battaglia del Grano" e nel 1926 illustrò la copertina del volume di Augusto Turati "Ragioni Ideali di Vita Fascista".
Oltre ai manifesti pubblicitari, si impegnò nel settore industriale con ambientazioni di macchine utensili, macchinari tipografici, casseforti di sicurezza da lui progettate all'interno di fabbriche e banche.
Lavorò nel settore tessile ideando motivi ornamentali che venivano in seguito stampati su tela per tovagliati o vestiti.
Non trascurò neppure la realizzazione di carte da parati con raffinati disegni da lui ideati.
A Milano fu tra i primi a dedicarsi prevalentemente al cartello pubblicitario ed al disegno navale di carrozzeria.
Nelle sue opere conosciute per ricorrenti accenni mitologici e fantasiosi utilizzò tutte le tecniche e le attrezzature disponibili per il suo tempo quali la fotografia, la cianografia ed ogni richiamo alla sua grande facoltà ideografica.
Fu amico e grande collaboratore di Raffaello Bertieri (Firenze 1875 – Asso 1941) promotore del
“Risorgimento” delle Arti Grafiche Italiane.
Direttore e proprietario de “Il Risorgimento Grafico”  Rivista che seppe dare nuovo slancio alla
tipografia italiana.“Nova ex antiquis” diventa, infatti, il motto, che tradusse
la volontà di recupero del glorioso passato della tradizione tipografica
italiana che, va ricordato, dopo Giovanni Battista Bodoni, era caduta nel buio della
decadenza tecnica (con una sempre maggiore dipendenza dall'estero per i
macchinari, la carta e i caratteri) e stilistica.
Orlando Orlandi realizzerà per lui numerose copertine e
illustrazioni interne (tra cui la prima Anno I - N°1 del Luglio 1902). In
qualità di membro della Giuria insieme ad Antonio Rubino selezionò inoltre per la Rivista, i finalisti ed i
vincitori dei prestigiosi Concorsi Internazionali indetti da “Il Risorgimento
Grafico “ per la progettazione grafica e artistica di copertine innovative per
libri di poesie e grandi classici della letteratura Italiana.
Attivo tra gli anni venti e trenta a Firenze e Milano, realizzò manifesti di eccellente grafica, dalle linee geometrizzanti di ispirazione futurista.
Tra le sue opere più famose si ricordano il ciclo di cartelloni "Conte Verde e Conte Rosso" realizzati per i piroscafi Soc.An. di Navigazione Lloyd Triestino, il manifesto "Borsalino" e "Cicli Cellina".
Considerato tra gli esponenti di spicco della cartellonistica Italiana, le sue opere unitamente a quelle di Marcello Dudovich, Aldo Mazza e di tutti gli altri cartellonisti dell'epoca sono conservate al Museo civico Luigi Bailo di Treviso nella collezione di Ferdinando Salce e pubblicate all'interno del Catalogo Bolaffi del manifesto Italiano - dizionario degli illustratori (edito da G.Bolaffi - Torino 1995).
Massone, fu iniziato il 25 giugno 1901 nella loggia Concordia di Firenze.